# 农道

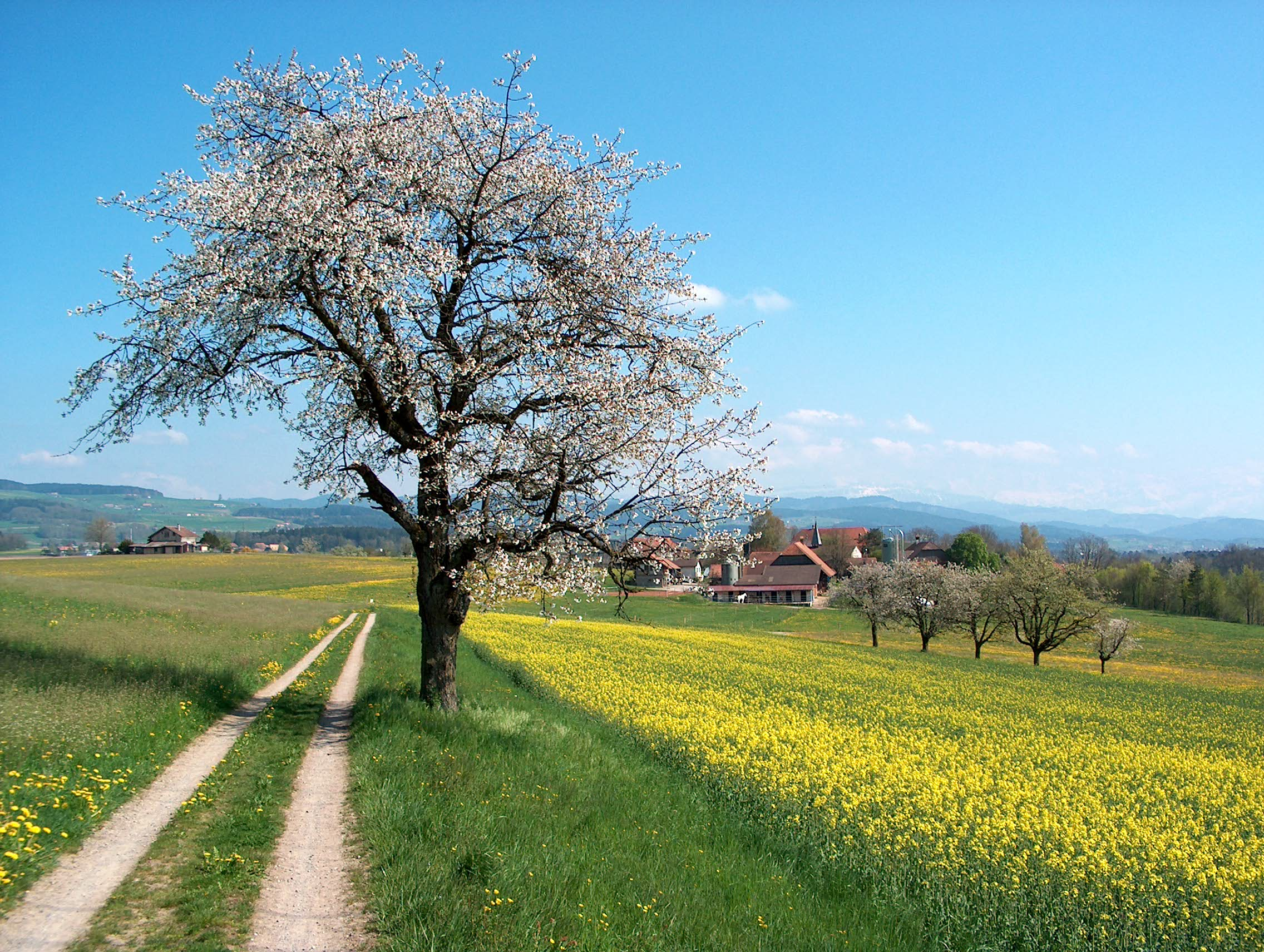
瑞士的一條农道

农道是一種主要用于农业生產的辅路。人們可以通過农道在不同的農田之间穿梭。农道也是大型农业机械进入农地的重要设施。农道通常是未铺有柏油的泥土路或是铺有砾石的道路，但在一定的情况下某些瀝青路面也算是农道。 